# Иоанн Творимирович
Иоанн Творимирович — человек, который спас князя Владимира Ярославича, когда судно князя, в числе других судов, было разбито бурей во время войны русских с греками в 1043. Согласно «Повести временных лет», Иван был воеводой, согласно же Софийской I летописи, воевода сам укрылся на его корабле вместе с князем. По мнению А. Г. Кузьмина, в данном случае первичен текст Софийской летописи, осведомителем автора которой мог быть сам Иван.